# Historisches Präsens
Als historisches Präsens (lat. praesens historicum, auch narratives Präsens) wird die Verwendung des Präsens in Erzählungen von Vergangenem bezeichnet.

## Verwendung
Die Verwendung des historischen Präsens ist in der Prosa eine Möglichkeit, dem Zuhörer oder Leser die Geschichtsdaten nahezubringen. Der Leser soll durch die Verwendung des historischen Präsens die geschichtlichen Ereignisse besser nachvollziehen können, ebenso können wichtige punktuelle Ereignisse im historischen Präsens beschrieben werden. Es wird gelegentlich in Geschichtsbüchern, geschichtlichen Zusammenfassungen und Zeittafeln verwendet. Oft werden auch Zitate mit dem historischen Präsens eingeleitet.
Hans-Werner Eroms bezeichnet das historische Präsens als „klassisches Stilmittel“, durch welches sich stilistische Effekte (im Sinne einer „Tempusmetapher“ nach Harald Weinrich) erzielen lassen. Dies ist insbesondere dann der Fall, wenn der Tempuswechsel ins Präsens aus Lesersicht unvermittelt stattfindet; hierdurch wird die Nachdrücklichkeit der Schilderungen verstärkt, während die Verständlichkeit auf Grund kohärenter Textgestaltung erhalten bleibt.
Im Deutschen ist die gebräuchliche Zeitform der historischen Darstellung das Präteritum. Präsensformen werden nur in argumentierenden Passagen, etwa zur Auseinandersetzung mit einer Quelle oder der Fachliteratur, verwendet.
Während in der deutschsprachigen Wikipedia biografische Artikel über verstorbene Personen in der Regel im Präteritum abgefasst sind, benutzt man in der französischsprachigen Wikipedia für solche Artikel das historische Präsens (présent de narration).

## Beispiele
- Im Jahr 800 wird Karl der Große gekrönt.
- Konfuzius sagt: „…“
- Am 15. April 1912 um 2:20 Uhr sinkt die Titanic auf  41° 46′ N 50° 14′ W.
- Tempusmetapher: „Robert William Kempowski: morgens fährt er mit einer Droschke ins Kontor, langsam und nach allen Seiten grüßend, mal nach links und mal nach rechts. Die Stephanstraße fährt er entlang. [...] An der Reichsbank fährt Robert Williams Kempowski vorbei, wo man ihm wohlgesonnen ist ... (Walter Kempowski, Aus großer Zeit, S. 21)“[3]